# Ōgawara
Ōgawara (japanska: 大河原町?, Ōgawara-machi)) är en landskommun (köping) i Miyagi prefektur i Japan.  